# Josef Václav Vojáček

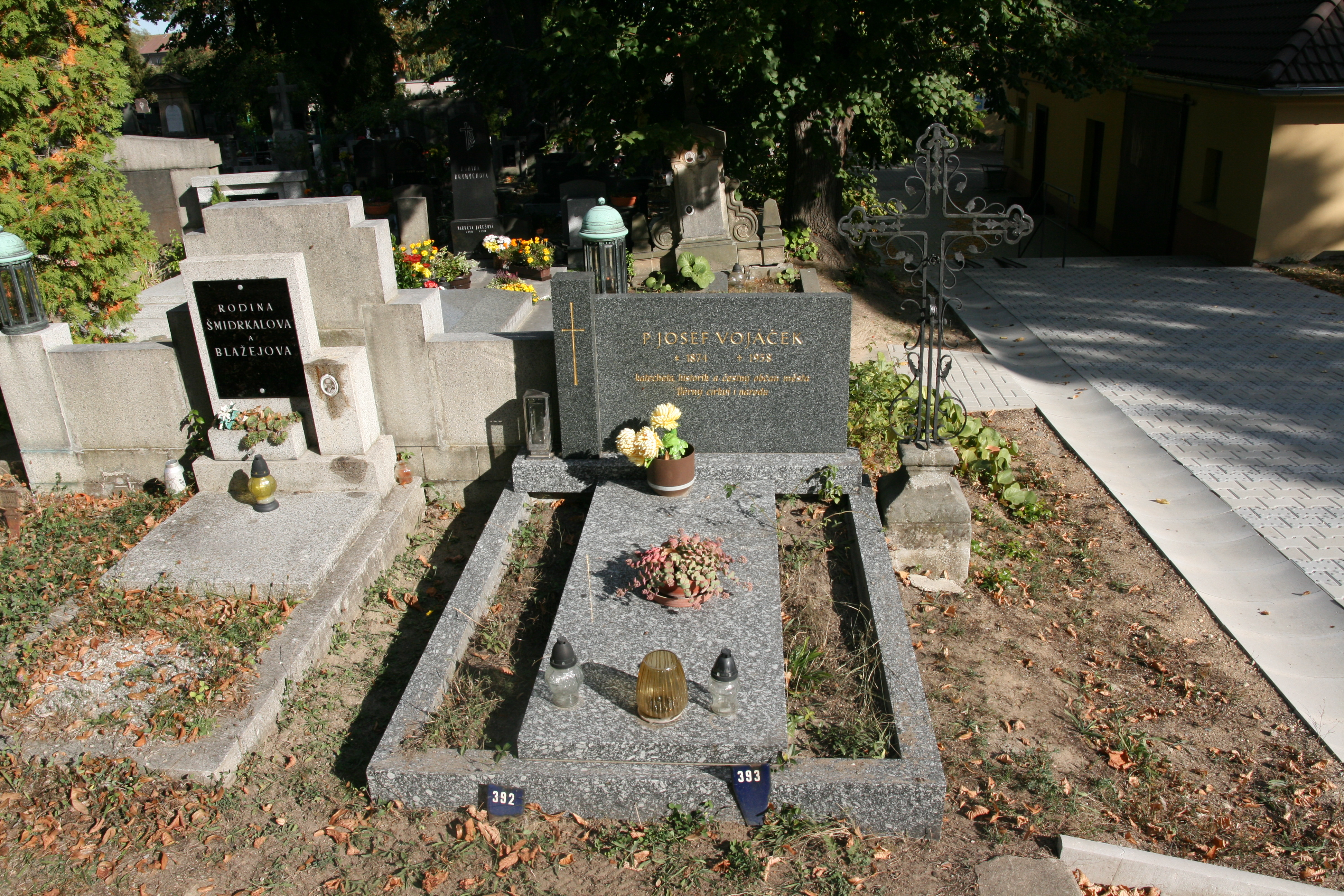
Hrob Josefa Vojáčka v Lysé nad Labem

Josef Václav Vojáček (20. června 1874 Smíchov – 6. prosince 1958 Lysá nad Labem) byl český římskokatolický kněz, katecheta, vlastivědný pracovník zaměřený na Lysou nad Labem a okolí. Vysvěcen byl v roce 1897.

## Dílo
Publikoval články v časopise Boleslavan a ve Vlastivědném sborníku Mladoboleslavska a Benátecka.
- Klášter Augustiniánů bosáků v Lysé nad Labem, in: Sborník Historického kroužku, XXX, Sešit 1-2, s. 1-6 (1929)
- Klášter Augustiniánů bosáků v Lysé nad Labem, in: Sborník Historického kroužku, XXX, Sešit 3-4, s. 135-143 (1929)
- Kostel sv. Jana Křtitele v Lysé n. L. : k oslavě 200 let jeho posvěcení : 1741-1941, Lysá nad Labem (1941)
- Lysá nad Labem, grunty, domky a jejich majitelé (1936)
- Lysá nad Labem, Stará Lysá, Byšičky, Ostrá, Dvorce, Litol a Stratov, in: Kamenné vzpomínky na minulost, Boleslavan II., (1927) – (1928)
- Neznámé sousoší, in: Boleslavan III., (1928) – (1929), s. 255